# Hernandes Quadri Júnior
Hernandes Quadri Júnior (Santo Antônio da Platina, 8 de dezembro de 1967) é um ex-ciclista brasileiro.

## Carreira
Começou no ciclismo porque a academia em que fazia judô fechou. Iniciou na Equipe Pirelli, onde pedalou por dezesseis anos. Foi chamado para a seleção brasileira em 1988.
Foi o campeão brasileiro de ciclismo de 2003, e representou a seleção brasileira de ciclismo nos Jogos Olímpicos por duas vezes: em Barcelona, 1992 e Atlanta, 1996.
Também participou três vezes do Campeonato Mundial de Ciclismo, nos anos de 1995, 1996 e 1997, e de quatro Jogos Pan-Americanos, todas as edições entre 1995 e 2007, tendo conquistado uma medalha de bronze na perseguição por equipes de 4 km, em 1995.
Aposentou-se como ciclista profissional após o Torneio de Verão de 2009, evento no qual foi tricampeão entre 1996 e 1998.
Atualmente é técnico da seleção brasileira e da equipe Clube DataRo/Bottecchia.

## Principais resultados
1992
1º - Classificação Geral da Volta de Santa Catarina
1995
1º - Classificação Geral da Volta de Santa Catarina
1º - Prova Ciclística 9 de Julho
3º  Perseguição por equipes de 4 km - Jogos Pan-Americanos de 1995
1996
1º - Classificação Geral do Torneio de Verão
1997
3º - Classificação Geral da Vuelta Ciclista del Uruguay
1º - Classificação Geral do Torneio de Verão
1998
1º - Classificação Geral do Torneio de Verão
1999
1º - Circuito Boavista
2002
1º - Volta Ciclística do Grande ABCD
2003
2º - Etapa 2 da Volta de Goiás
1º  Campeonato Brasileiro de Ciclismo de Estrada